# Министерство путей сообщения СССР
Министе́рство путе́й сообще́ния СССР (МПС СССР) — государственный орган СССР, управлявший деятельностью железнодорожного транспорта Советского Союза в 1946—1992 годах.

## История

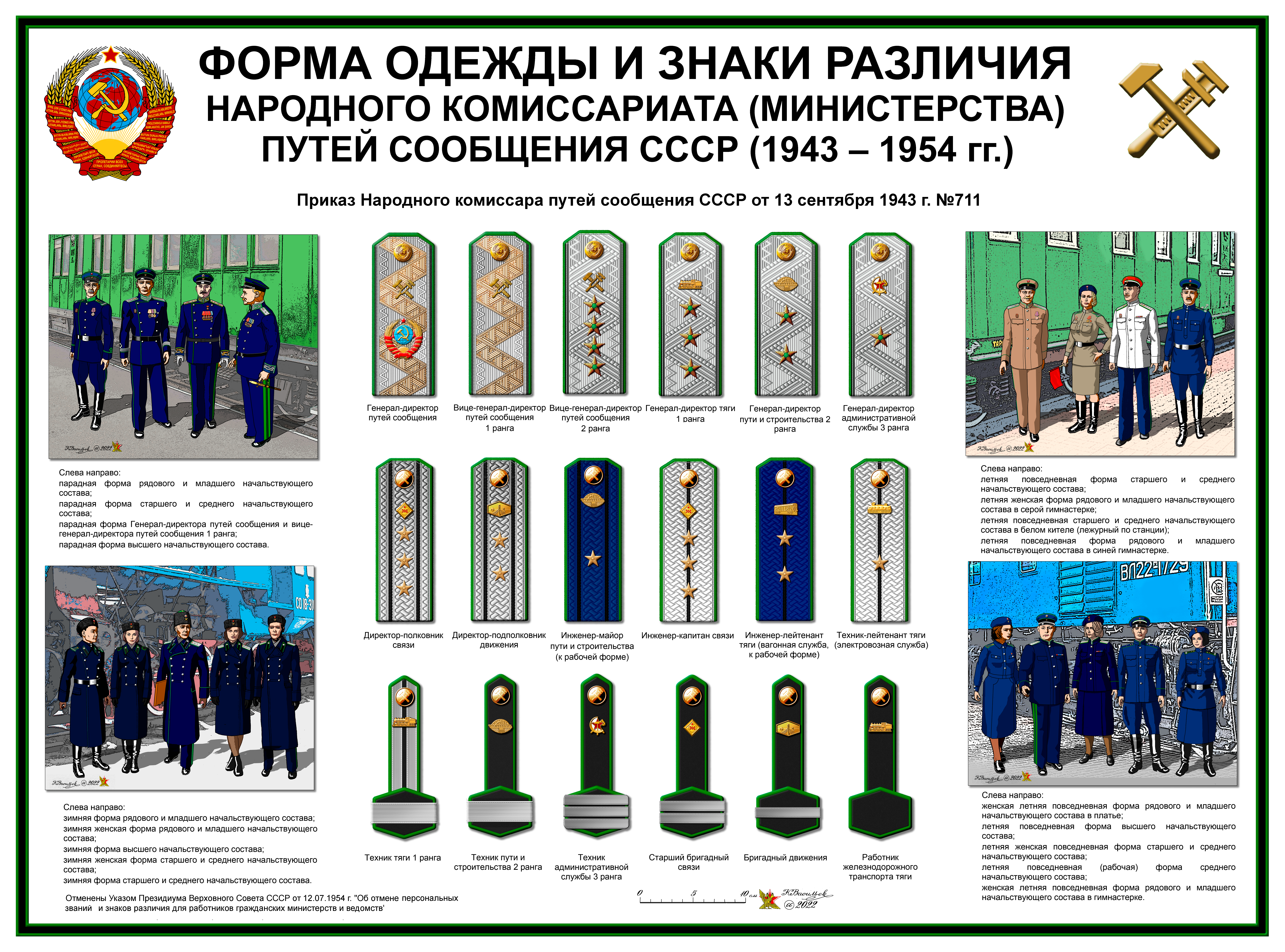
Форма одежды и знаки различия персональных званий личного состава железнодорожного транспорта по состоянию на 1943—1954 гг.

Министерство образовано в 1946 году путём преобразования из Народного комиссариата путей сообщения СССР.
В 1954 году из состава МПС СССР выделилось Министерство транспортного строительства СССР (в 1992 году преобразовано в концерн «Трансстрой»).
В послевоенное время, завершив восстановление разрушенного хозяйства, МПС СССР выступило с инициативой перспективного (на 20 лет) развития и модернизации железнодорожного транспорта. Программой предусматривалась дальнейшая электрификация, внедрение тепловозной тяги, автоматизация и механизация производств, процессов, реконструкция заводов транспортного машиностроения. Благодаря реализации программы в 1975 году протяжённость сети увеличилась на 17,6 тыс. км, объёмы перевозок выросли в 3 раза (3621,1 млн т); 51,7 % перевозок осуществлялось электровозами и 47,9 % тепловозами; 38,9 тыс. км были электрифицированы; 62,4 тыс. км оснащены автоблокировкой.
В 1982 году был предложен план развития железнодорожной отрасли, в основу которого положена стратегия внедрения во все звенья транспортного конвейера интенсивных технологий на базе автоматизации производства и более широкой механизации ручного труда.
В 1988 году был достигнут самый высокий уровень объёма перевозок (4116 млн т. груза и 4395,9 млн пассажиров) при увеличении сети только на 3,4 тыс. км. В 1991 году в МПС СССР была разработана третья программа развития и реконструкции железнодорожного транспорта на период до 2000 года, которая легла в основу дальнейшего развития и модернизации железных дорог России.
20 января 1992 года указом Президента РСФСР на базе МПС СССР было образовано Министерство путей сообщения Российской Федерации, а само оно упразднено.

## Министры путей сообщения СССР
1. 19 марта 1946 — 5 июня 1948 — Ковалёв, Иван Владимирович
2. 5 июня 1948 — 14 января 1977 — Бещев, Борис Павлович
3. 14 января 1977 — 29 ноября 1982 — Павловский, Иван Григорьевич
4. 29 ноября 1982 — 8 мая 1991 — Конарев, Николай Семёнович
5. 8 мая — 28 августа 1991 — Матюхин, Леонид Иванович (и. о. до 26 ноября 1991)